# Aphodius ictericus
Aphodius ictericus es una especie de coleóptero de la familia Scarabaeidae.

## Distribución geográfica
Habita en el paleártico: Europa, Oriente Próximo, el norte de África y Macaronesia.